# Det nordiska ödegårdsprojektet
Det nordiska ödegårdsprojektet var ett historiskt vetenskapligt projekt som skedde i samarbete mellan forskare i de nordiska länderna under 1970-talet. 
Projektet gick ut på att kartlägga de så kallade "ödegårdarna", det vill säga tomter och marker som en gång ska ha varit gårdar, och utifrån dess antal, den tid de upphörde att vara bebodda och deras innevånare, beräkna bland annat vilken effekt digerdöden hade i Norden, på dess befolkningsantal, ekonomi och politik. 
Det betraktas som det kanske mest omfattande seriösa projekt om digerdöden i Norden, men resultatet innebar många svårigheter. Dokumentationen för Danmark och Finland var otillräckligt för syftet. Dokumentationen för Norge och Sverige var tillräckligt för uppskattningar, men i båda fallen anses dessa av olika skäl obalanserade, då Norge använda beräkningar som anses överskatta dödstalen, medan Sverige i kontrast använde beräkningsmetoder som underdrev sina dödstal, varför båda resultat anses obalanserade. Oavsett denna problematik var resultaten de första mer utförliga och vetenskapliga resultaten om digerdöden i Norden.  
Resultatet publicerades 1981. 